# Trichoptya lamottei
Trichoptya lamottei là một loài bướm đêm trong họ Noctuidae.